# Дзиґівка
Дзи́ґівка —  село в Україні, у Ямпільській міській громаді Могилів-Подільського району Вінницької області. Населення становить 3003 особи.

## Географія
У селі річка Дзигівка впадає у Коритну, праву притоку Русави.
У селі знаходиться гідрологічна пам'ятка природи місцевого значення Джерело «Дзигівське».

## Історія
Дзиґівка — колишнє власницьке містечко, центр Дзигівської волості, Ямпільського повіту Подільської губернії.
Дзиґівка — миловидне село, розташоване в глибокій балці річки Коритної та її притоки Дзигівки. За народними переказами свою назву отримало від свого засновника — козака Дзиги, що багато століть тому оселився на березі річки Коритної. У селі й досі проживають прямі нащадки козака засновника і носять прізвище Дзиговські. Тобто можна стверджувати, що починало своє існування село як козацький зимівник.
На карті Брацлавського воєводства, складеній на початку XVII століття французьким інженером Бопланом, який знаходився в той час на службі у польського уряду, село Дзиґівка зазначене як досить великий населений пункт. Після Люблінської унії 1569-го року село Дзиґівка з навколишніми селами перейшло до феодальних володінь графів Потоцьких.
Є відомості, що дзиґівське козацтво брало активну участь у національно-визвольних змаганнях середини XVII століття, під проводом Богдана Хмельницького. Дзиґівські козаки й прості селяни були в загонах Максима Кривоноса, Данила Нечая та Івана Богуна.
21 листопада 1764 року в день, коли весь православний світ святкував Собор Архистратига Михаїла, у селі було засновано Свято-Михайлівську церкву.
У XVIII столітті Дзиґівка входила до володінь князів Любомирських. А в 1787 році польський король Станіслав-Август дав селу привілей і те стало містечком, отримавши разом з тим право на проведення ярмарків, що проходили тут зазвичай раз у два тижні.
З 1793-го року, внаслідок другого поділу Польщі, українські землі від Південного Бугу до Дністра, у тому числі і містечко Дзиґівка, ввійшли до складу Російської імперії.
У період з початку XIX століття містечко пов'язують з ім'ям Ярошинського. 1804-го року в Дзиґівці було відкрито костел, перед будівлею якого постала скульптура Божої Матері заввишки 16 метрів. Є свідчення про те, що ця скульптура була встановлена управляючим містечка в подарунок Ярошинському. Костел можна відвідати і сьогодні; скульптура Богородиці не збереглася: її зруйновано у 1919 році. 
Село прославили багатолюдні ярмарки з широким вибором різноманітних товарів.
Відкриття у 1912 році земської лікарні на 10 ліжок мало велике значення не тільки для Дзиґівки — вона обслуговувала й 12 навколишніх сіл. Першим лікарем цієї лікарні був Рогозинський Констянтин Митрофанович. Жителі села ревно берегли будівлю лікарні — вона збереглася до наших днів і є гарним прикладом російського класицизму в провінційній архітектурі.
Досі село зберігає давню ярмаркову традицію, відновлено костел, що активізувало католицьку общину, розчищаються старі цвинтарі та інші об'єкти історичного значення.
7 (20) листопада 1917 року, відповідно до Третього Універсалу Української Центральної Ради, увійшло до складу Української Народної Республіки.
12 червня 2020 року, відповідно до Розпорядження Кабінету Міністрів України № 707-р «Про визначення адміністративних центрів та затвердження територій територіальних громад Вінницької області», увійшло до складу Ямпільської міської громади.
19 липня 2020 року, в результаті адміністративно-територіальної реформи та ліквідації Ямпільського району, село увійшло до складу новоутвореного Могилів-Подільського району.
19 вересня 2024 року Верховна Рада підтримала перейменування села Дзигівка на Дзиґівка. 26 вересня 2024 року перейменування набуло чинності.

## Населення
Згідно з переписом УРСР 1989 року чисельність наявного населення села становила 4666 осіб, з яких 2110 чоловіків та 2556 жінок.
За переписом населення України 2001 року в селі мешкало 4126 осіб.

### Мова
Розподіл населення за рідною мовою за даними перепису 2001 року:
| Мова       | Відсоток |
| ---------- | -------- |
| українська | 98,69 %  |
| російська  | 0,82 %   |
| молдовська | 0,19 %   |
| циганська  | 0,15 %   |
| білоруська | 0,07 %   |
| угорська   | 0,02 %   |

## Відомі люди

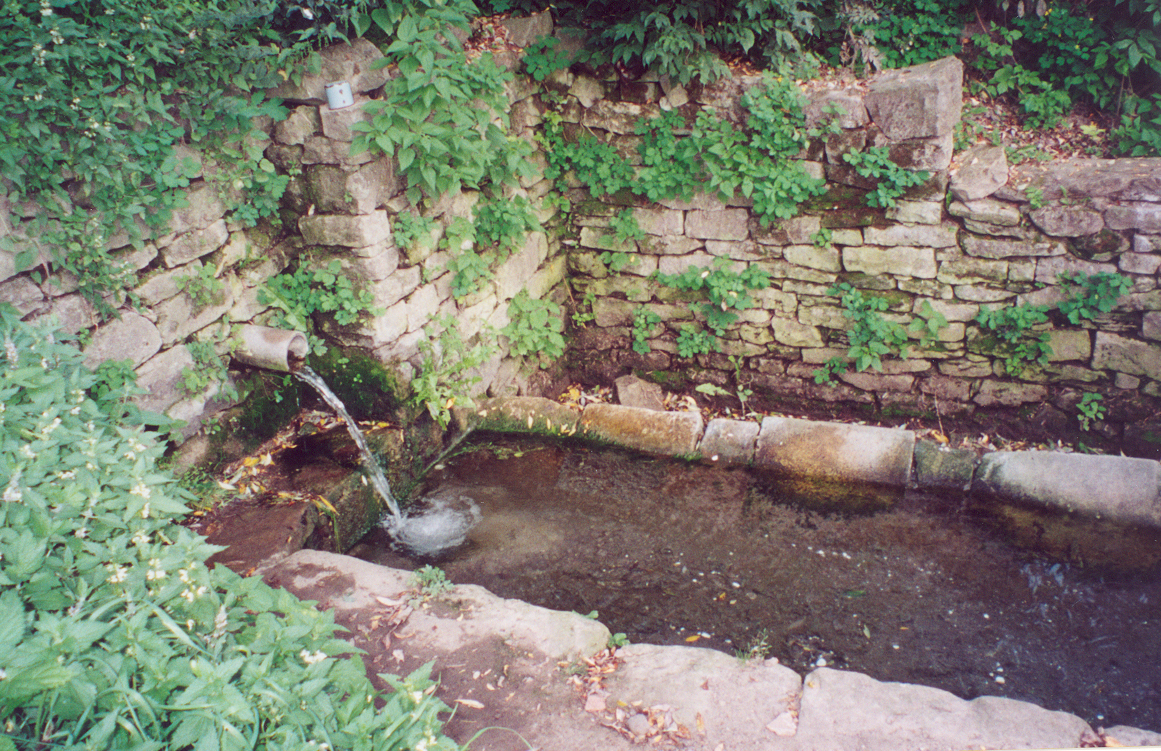
Шипіт — підземне джерело водопостачання

- Барин Степан Якович (1914—1983) — радянський сталевар, новатор виробництва, Герой Соціалістичної Праці.
- Варшавський Аркадій Йосипович — стоматолог, письменник.
- Добрянський Віктор Леонтьевіч — засновник та директор одеського оптово-роздрібного ринку «Сьомий кілометр».
- Олександр Олексійович Кривіцький (1886 −1946) — педагог і краєзнавець[10].
- Луцький Сергій Артемович — письменник.
- Петров Сергій Олександрович (1965—2014) — капітан резерву Збройних сил України, учасник російсько-української війни.
- Станіслав Райко (1873—1937) — адміністратор Іспанської парафії з 1922 по 1928 р.
- Руда Майя Григорівна — українська письменниця.
- Теодор Бекман (1895—1973) — вчений та автор книг з менеджменту.
- Шамура Данило Гнатович (1918—1997) — Герой Радянського Союзу[11].